# Денекамп
Денекамп (нід. Denekamp, нід. вимова: [ˈdeːnəkɑmp] ( прослухати)) — місто в нідерландській провінції Оверейсел, на кордоні з Німеччиною. Входить до муніципалітету Дінкелланд.
Його площа становить 18,29 км², а населення станом на 2021 рік складало 9 125 осіб.
До 2001 року мало статус окремого муніципалітету.

## Галерея

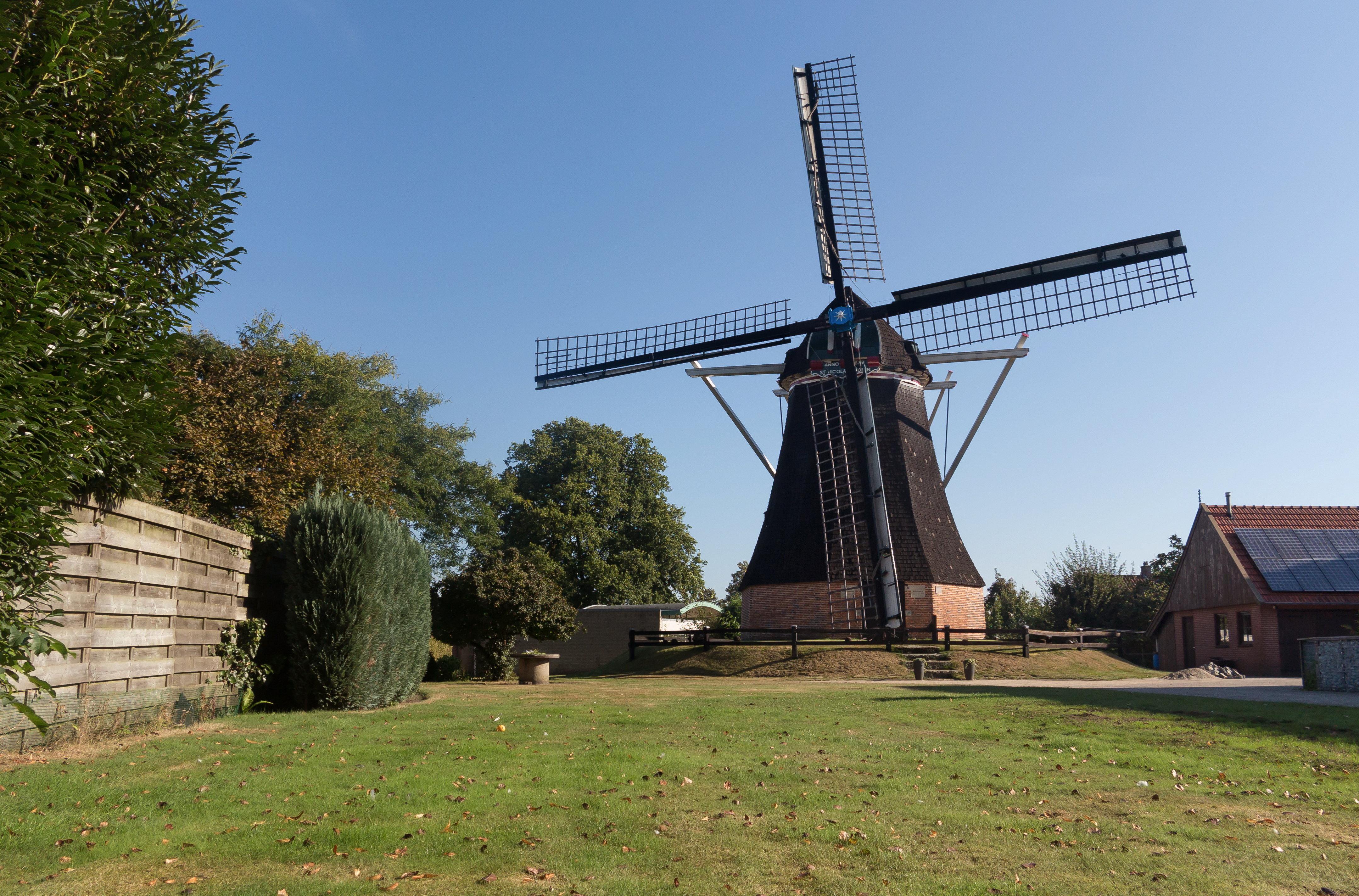
Вітряк de Sint Nicolaasmolen
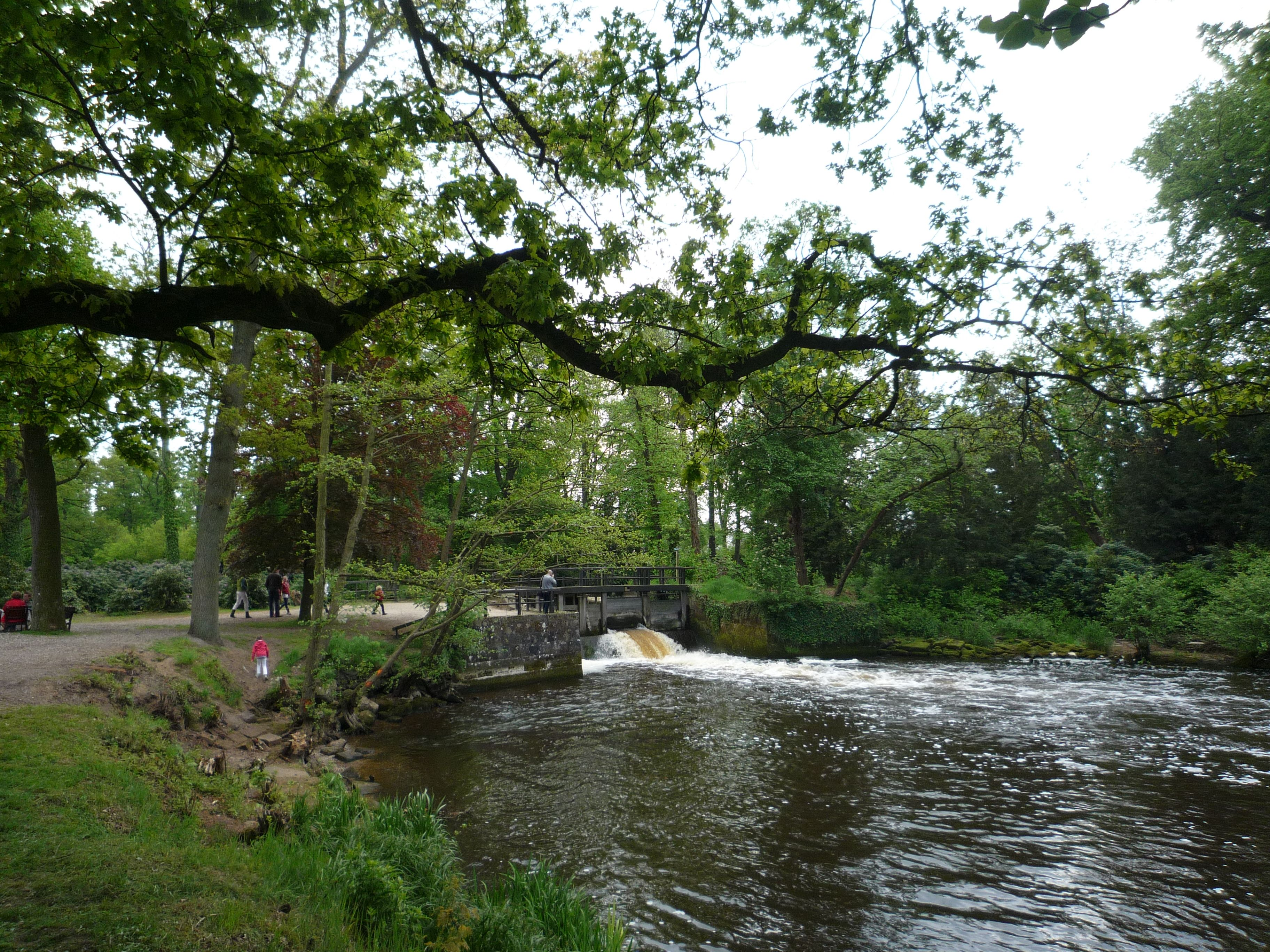
Струмок у місті
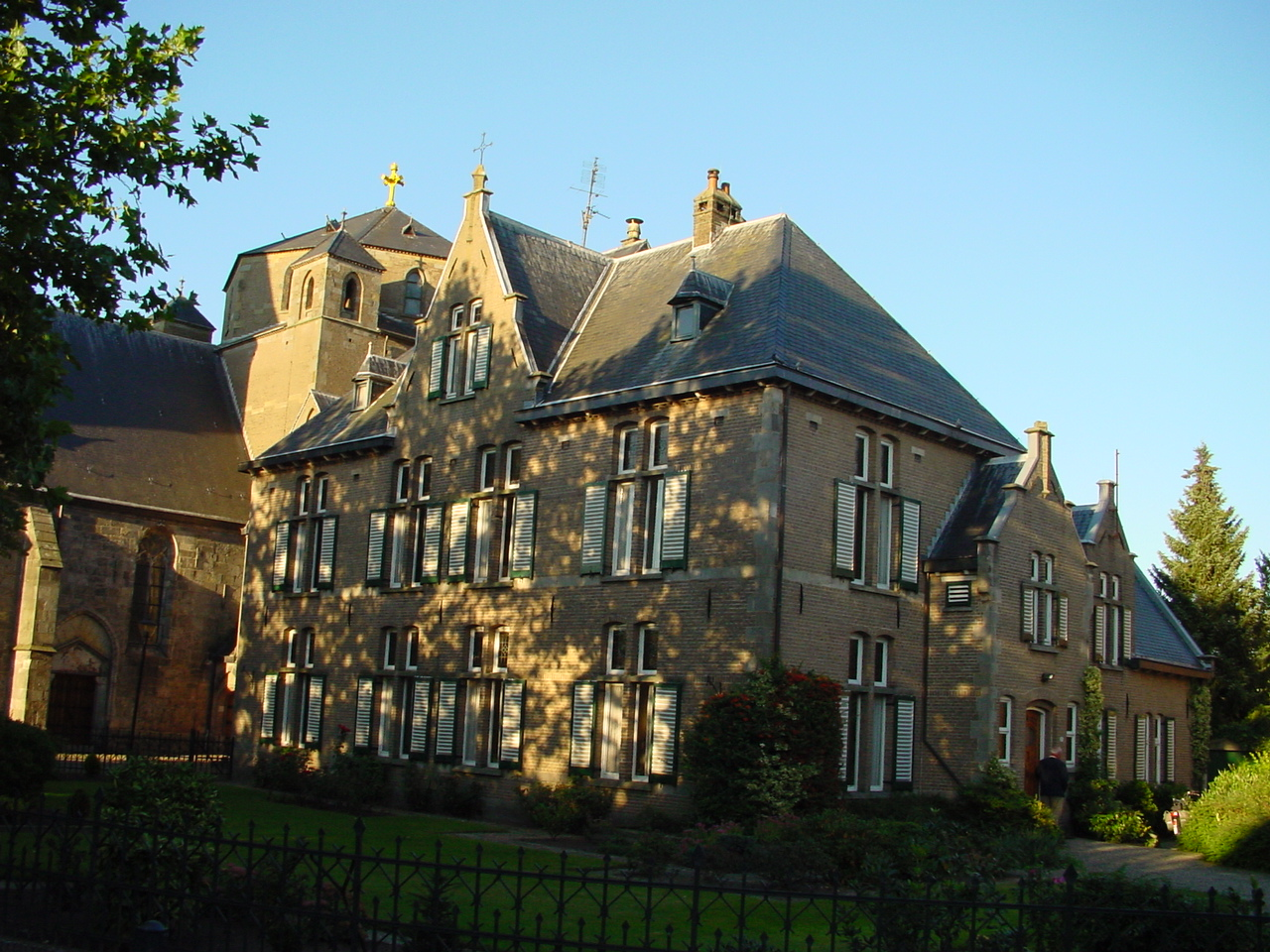
Парафіяльний будинок
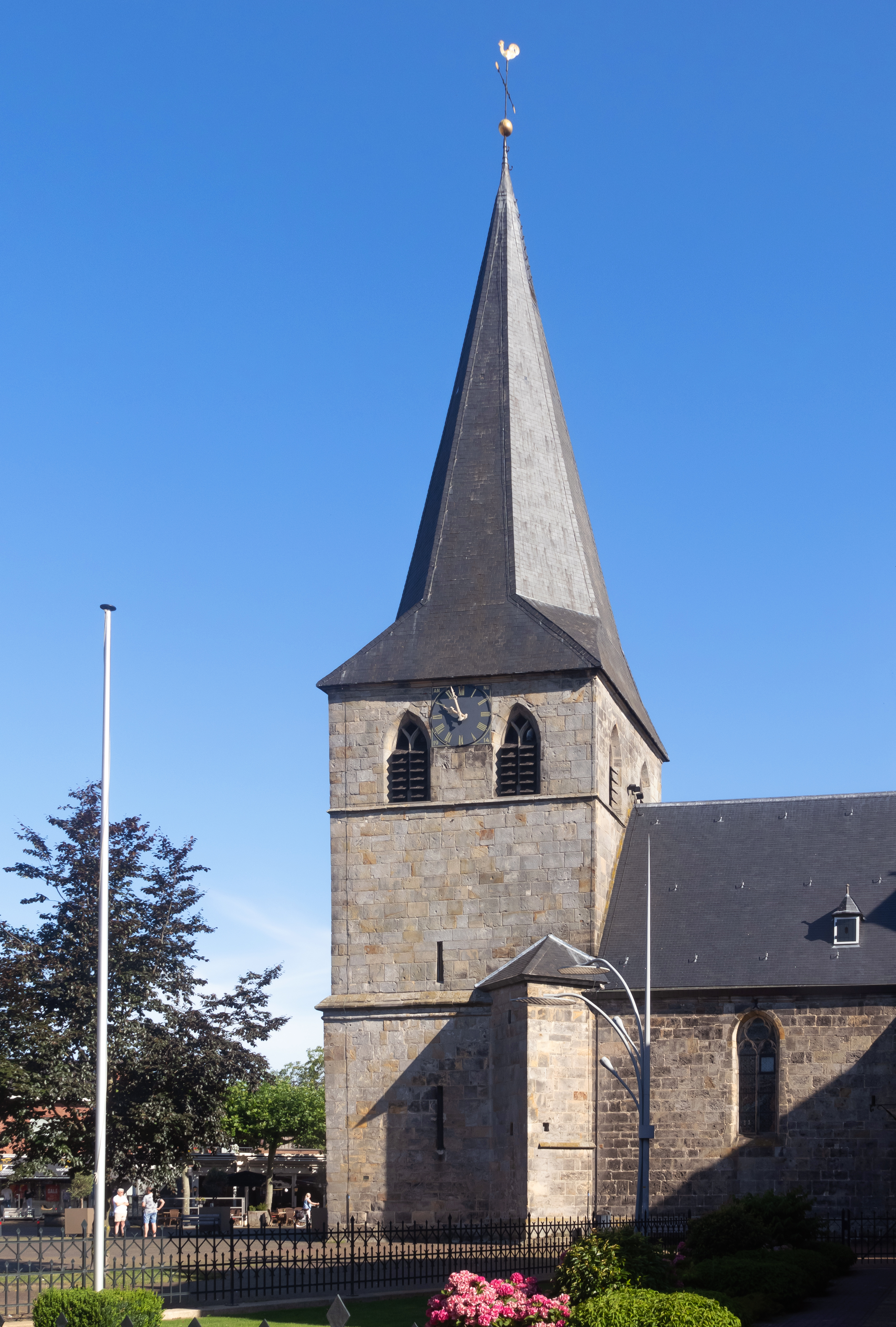
Церква св. Ніколаса